# Agqaya (Kelbajar)
Agqaya (en azéri : Ağqaya) est un village situé dans le raïon de Kelbadjar en Azerbaïdjan.

## Histoire
Le village doit son nom à un promontoire de couleur blanche situé au-dessus, appelé aujourd'hui Chichgaya. Il est fondé au XIXe siècle par des populations venues de la vallée de Chalva. 
En 1993, lors de la guerre du Haut-Karabagh, le village passe sous le contrôle de la république autoproclamée du Haut-Karabagh et est intégré à la région de Chahoumian.
À l'issue de la deuxième guerre du Haut-Karabakh de l'automne 2020, un accord est conclu entre l'Arménie, l'Azerbaïdjan et la Russie. Conformément à celui-ci, les troupes arméniennes évacuent la région de Kelbadjar qui est restituée à l'Azerbaïdjan le 25 novembre.